# Sonatane Tuʻa Taumoepeau-Tupou
Sonatane Tuʻa Taumoepeau Tupou (né en 1943 à Nukuʻalofa (Tonga)[réf. nécessaire], mort le 13 août 2013 à Nukuʻalofa), est un homme politique et diplomate tongien.
Il eut une longue carrière dans l'administration publique, devenant notamment premier secrétaire au ministère des Affaires étrangères en 1979. De 1983 à 1986, il fut le haut commissaire (ambassadeur) des Tonga au Royaume-Uni. Il fut, de 1999 à 2004, le premier ambassadeur des Tonga aux Nations unies. Il était conjointement haut commissaire auprès du Canada, et ambassadeur auprès des États-Unis, accrédité auprès du Mexique, de Cuba et du Chili,.
De retour au royaume, il entreprit une carrière politique. Le 2 septembre 2004, il fut nommé ministre des Affaires étrangères, puis ministre par intérim de la Défense le 22 avril 2005 à la suite du décès du colonel Fetuʻutolu Tupou, et gouverneur par intérim de Vavaʻu en novembre 2005 à la suite du décès du gouverneur ʻAkauʻola.
Le 1er mai 2009, il quitta ses postes au gouvernement et reprit ses fonctions d'ambassadeur auprès des Nations unies, et auprès des cinq pays des Amériques susnommés, ainsi que du Venezuela, avec lequel les Tonga entretenaient désormais des relations diplomatiques formelles.
Le 4 janvier 2011, il fut l'une des toutes premières personnes à être nommées pair à vie dans la noblesse tongienne, lorsque le roi George Tupou V le fit Lord Taumoepeau Tupou de Toula et Kotu, en reconnaissance de services rendus à la nation,.
Le 3 juillet 2013, il cesse ses fonctions d'ambassadeur et rentre au pays. Il meurt le 13 août dans un hôpital de Nukuʻalofa.